# Црква Светог Димитрија у Јошаници
Црква Светог Димитрија у Јошаници, насељеном месту на територији општине Сокобања припада Епархији тимочкој Српске православне цркве.